# Wendy D'Olive
Wendy Deborah D'Olive, née à Rome le 14 avril 1954, est une actrice italienne.

## Biographie
Wendy D'Olive commence très jeune dans la publicité et peu après à la télévision dans le feuilleton télévisé David Copperfield (it) réalisé par Anton Giulio Majano. Peu de temps après, elle joue un petit rôle au cinéma, avec sa mère Gabriella D'Olive, dans Mano di velluto (1966) d'Ettore Fecchi. Elle obtient ensuite des rôles secondaires dans quelques films, dont Scusi, lei è favorevole o contrario? (1966) d'Alberto Sordi et Catch 22 (1970) de Mike Nichols.
Elle est ensuite employée dans des romans-photo de la maison Lancio (it), avec Franco Dani, Franco Gasparri et Max Delys. On la trouve dans plus de quatre cents épisodes entre 1973 et 1987. Elle continue de se produire au cinéma, surtout dans des films de genre, dont Cran d'arrêt (1971), L'etrusco uccide ancora (1972) et Bill Cormack le fédéré (1974).  
Elle abandonne ensuite le monde du spectacle et se passionne pour les OVNI, devenant même directrice éditoriale de la revue Extraterrestre.it. Elle collabore avec les revues Stargate Magazine, Edicolaweb.net, Notiziario UFO et Dossier Alieni.

## Filmographie
- 1965-1966 : David Copperfield (it), mini-série télévisée d'Anton Giulio Majano
- 1966 : Scusi, lei è favorevole o contrario?, d'Alberto Sordi
- 1966 : Mano di velluto, d'Ettore Fecchi
- 1970 : Catch 22, de Mike Nichols : la fille avec Aarfy
- 1971 : Un prêtre à marier (Il prete sposato), de Marco Vicario : une prostituée
- 1971 : Cran d'arrêt (Una farfalla con le ali insanguinate), de Duccio Tessari : Sarah Marchi
- 1971 : Scipion, dit aussi l'Africain (Scipione detto anche l'Africano), de Luigi Magni : Licia
- 1972 : L'etrusco uccide ancora, d'Armando Crispino : Giselle
- 1975 : Bill Cormack le fédéré (Giubbe rosse), de Joe D'Amato : Shee-Noa
- 1977 : Caresses bourgeoises (Una spirale di nebbia), d'Eriprando Visconti : Carla